# Otto Emil Fritzsche
Otto Emil Fritzsche (* 5. Mai 1877 in Berlin; † 2. Oktober 1962 in Freiberg) war ein deutscher Maschinenbauingenieur und Hochschullehrer.

## Leben

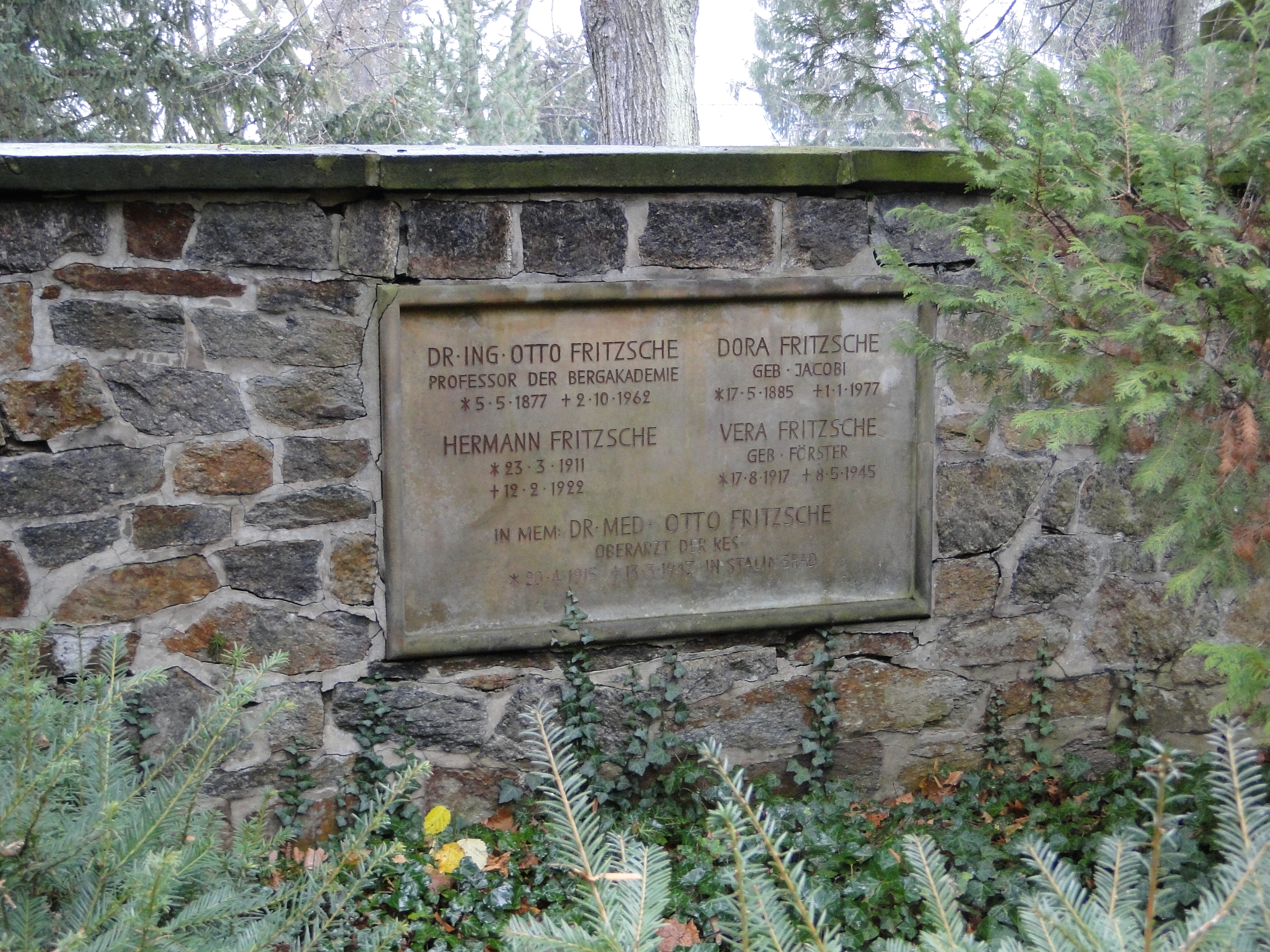
Otto Fritzsches Grab in Freiberg

Fritzsche wuchs in Essen auf, wo er 1896 das Abitur ablegte. Nach einem Praktikum bei Krupp und dem Militärdienst begann er 1898 sein Studium an der Technischen Hochschule Dresden, das er 1902 mit dem Gesamtprädikat „vorzüglich“ abschloss. Danach wurde er Assistent bei Richard Mollier. Im Dezember 1906 promovierte er zum Dr.-Ing.
Nach einem Studienaufenthalt in Großbritannien kehrte Fritzsche nach Essen zurück, wo er wieder für die Firma Krupp arbeitete. 
Am 1. Oktober 1910 wurde er ordentlicher Professor für Mechanik und Maschinenkunde an der Bergakademie Freiberg. Gleich nach Ausbruch des Ersten Weltkriegs wurde er zum Heeresdienst eingezogen. Als er 1919 nach Freiberg zurückkam, war sein Lehrstuhl umbenannt worden in „Maschinenkunde und Technische Wärmelehre“. Den Bereich „Mechanik, Baustatik und Festigkeitslehre“ hatte Franz Kögler übernommen. 
Vom Wintersemester 1920 bis zum Sommersemester 1922 wirkte Fritzsche als Rektor der Bergakademie. In seine Amtszeit fielen die Einführung des selbständigen Promotionsrechts zum Dr.-Ing. (1920) und die Gründung der Gesellschaft der Freunde der Bergakademie Freiberg (1921).

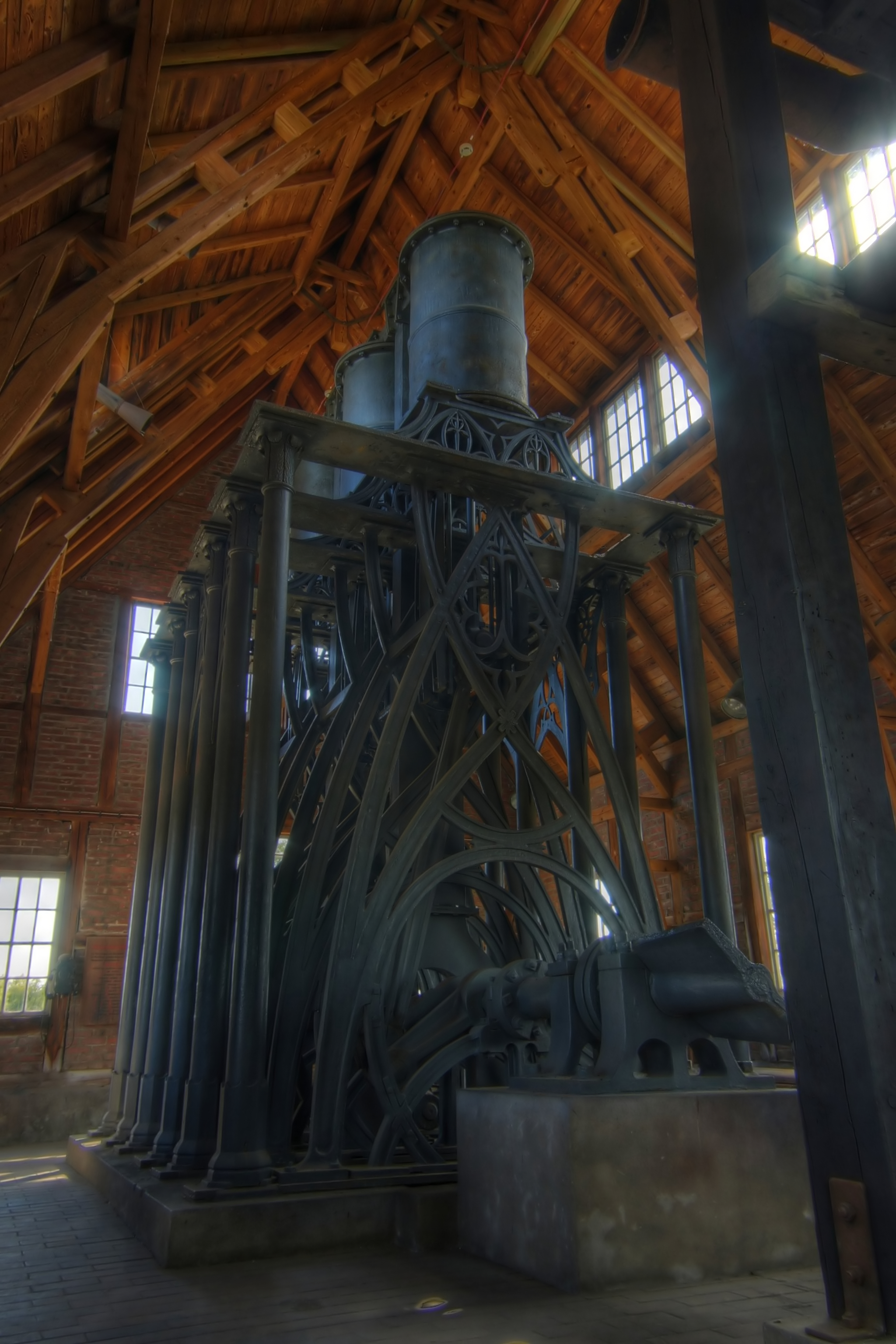
Schwarzenberggebläse

1924 richtete er auf dem Gelände der stillgelegten Grube „Reiche Zeche“ ein Maschinenversuchsfeld ein. Zu Fritzsches größten Verdiensten zählt, dass wertvolle technische Denkmäler (u. a. das von Christian Friedrich Brendel entworfene und von Heinrich Ludwig Lattermann erbaute Schwarzenberg-Gebläse) auf der Halde der Grube „Alte Elisabeth“ aufgestellt und der Nachwelt erhalten werden konnten. 
Als Vorsitzender des Akademischen Ausschusses für Leibesübungen setzte er sich für den Studentensport und den Bau des Akademischen Sportplatzes ein, der 1931 eingeweiht wurde. Er unterzeichnete im November 1933 das Bekenntnis der Professoren an den deutschen Universitäten und Hochschulen zu Adolf Hitler.
Im Jahr 1947 wurde Otto Fritzsche zum Ehrensenator der Bergakademie ernannt und zwei Jahre später emeritiert. Er verstarb 1962 in Freiberg und wurde auf dem Donatsfriedhof beigesetzt.

## Schriften
- Untersuchungen über den Strömungswiderstand der Gase in geraden zylindrischen Rohrleitungen. Dissertation, Technische Hochschule Dresden, 1907.
- Das Schwarzenberg-Gebläse. Seine Erhaltung auf der Alten Elisabeth in Freiberg. Ein Denkmal sächsischer Maschinenbaukunst. Landesverein Sächsischer Heimatschutz, Dresden um 1936.